# Meniscomorpha lopezi
Meniscomorpha lopezi là một loài tò vò trong họ Ichneumonidae.